# Sanktuarium

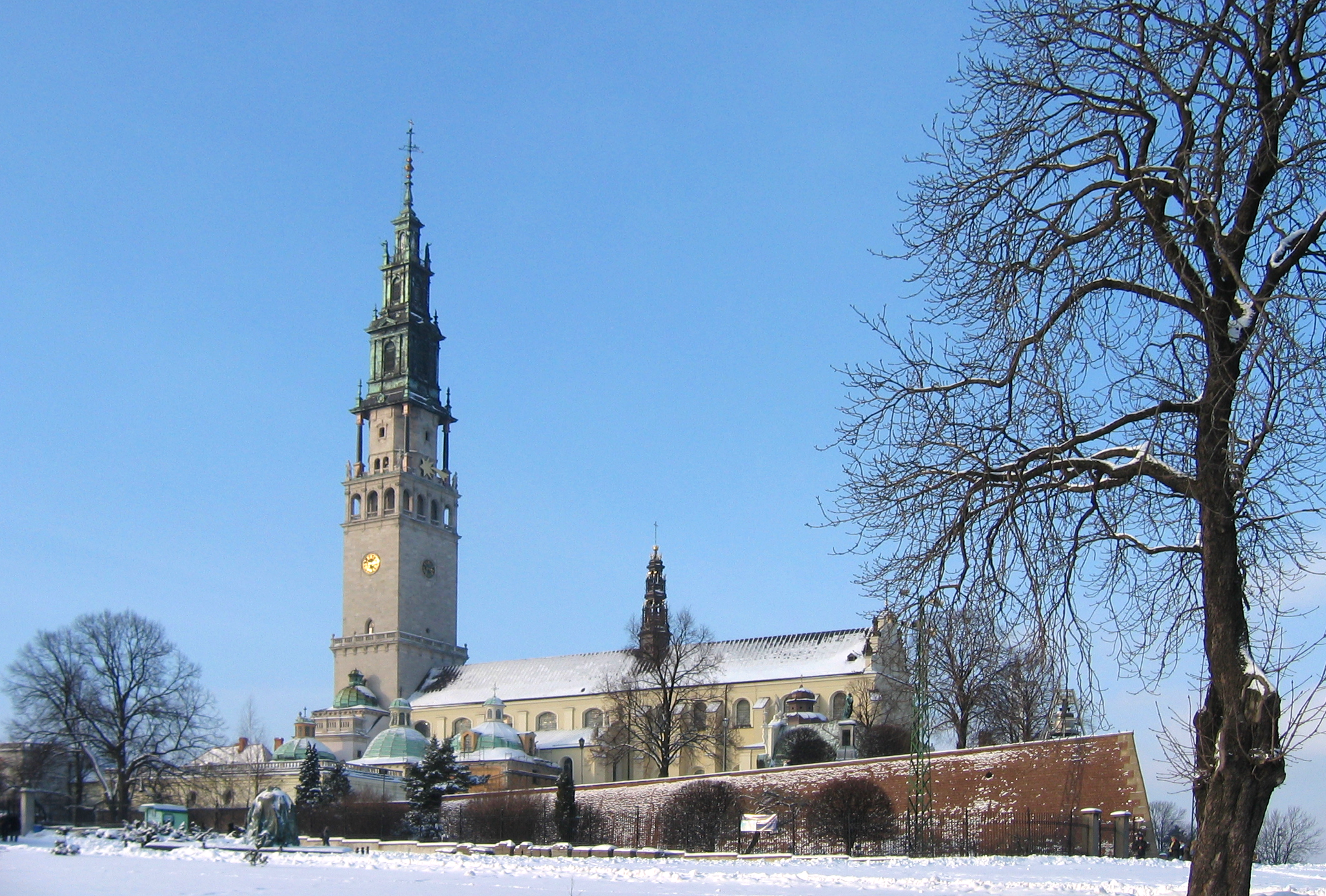
Sanktuarium na Jasnej Górze w Częstochowie

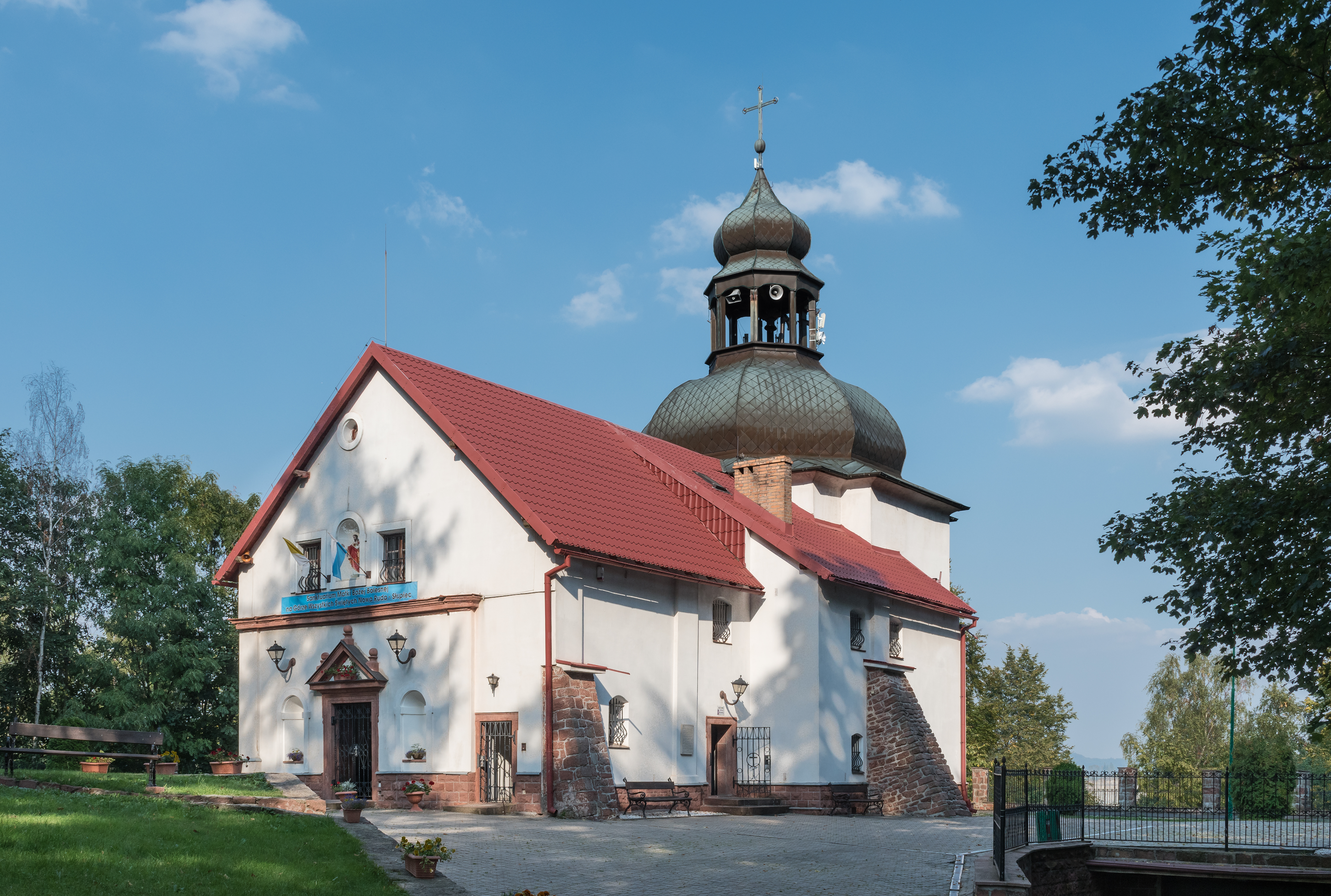
Sanktuarium na Kościelcu

Sanktuarium (od łac. sanctuarium z sanctus „święty”) – miejsce uznawane za święte, często identyfikowane ze świątynią, budowlą wzniesioną na miejscu uznawanym za święte. 
Występuje w wielu religiach. Za jedno z najstarszych sanktuariów w Europie uznawana jest monumentalna budowla w Stonehenge. U dawnych Słowian na sanktuaria obierane były zazwyczaj miejsca szczególne pod względem geograficznym i przyrodniczym, wyróżniające się z najbliższego otoczenia – szczyty gór i większych wzniesień, zakola rzek, wyspy i półwyspy. Takie święte miejsca zwane były kapiszczami lub trzebiszczami. W trakcie chrystianizacji powszechne było ich niszczenie lub budowanie na ich miejscu świątyń chrześcijańskich.

## Kościół katolicki
W Kościele katolickim sanktuarium stanowi przestrzeń uznaną za miejsce święte, w której w sposób szczególny Bóg udziela swojej łaski. Zazwyczaj sanktuarium to kościół lub jego część. W Kościele katolickim istnieją sanktuaria:
- erygowane, tzn. takie, których istnienie usankcjonowała kompetentna władza kościelna;
- takie, które nie posiadają takiego statusu, np. parafialne, lokalne, regionalne[3].

Erygowane sanktuarium katolickie musi posiadać własnego rektora lub innego przełożonego, którego zadaniem jest troska o pielgrzymów, zapewnienie im swobodnego dostępu do form kultu w formie liturgicznej (sakramentów), jak też do praktykowania pobożności ludowej. Do przełożonego sanktuarium należy również gromadzenie i strzeżenie dokumentacji sanktuarium oraz wotów.
Kodeks Prawa Kanonicznego dzieli sanktuaria erygowane ze względu na władzę, która je ustanowiła:
- diecezjalne (erygowane przez biskupa diecezjalnego)
- narodowe (przez Konferencję Episkopatu)
- międzynarodowe (przez Stolicę Apostolską).

Erygujący sanktuarium ustanawia dla niego przełożonego oraz wyznacza mu zadania, określa prawo własności i majątek oraz określa przywileje dla sanktuarium lub dla jego pielgrzymów.
Współczesna katolicka teologia moralna stosuje powszechnie definicję sumienia określoną przez Sobór watykański II, w której ma zastosowanie metaforyczne odwołanie do sanktuarium: 

Sumienie jest najtajniejszym ośrodkiem i sanktuarium człowieka, gdzie przebywa on sam z Bogiem.